# 100 dziewczyn i ja
100 dziewczyn i ja (ang. 100 Girls) – amerykańska komedia romantyczna z roku 2000.

## Opis fabuły
Matt, nieudacznik i "singiel" do tej pory nie miał dziewczyny. Jednak pewnej nocy, po imprezie w żeńskim akademiku spotyka go nieoczekiwana przygoda. Winda, w której się znajduje wraz z nieznajomą dziewczyną ulega awarii. Między młodymi dochodzi do zbliżenia. Matt zakochuje się w tajemniczej nieznajomej i usiłuje ją znaleźć. Problem w tym, że nie wie jak wygląda i jak ma na imię. Jedyne czym dysponuje to para majtek. Teraz musi znaleźć ich właścicielkę. Jest nią jedna z setki dziewcząt mieszkających w akademiku.

## Obsada
- Jonathan Tucker jako Matt
- Larisa Oleynik jako Wendy
- Katherine Heigl jako Arlene
- Emmanuelle Chriqui jako Patty
- Jaime Pressly jako Cynthia
- Kristina Anapau jako Sasha
- James DeBello jako Rod
- Aimee Graham jako panna Stern
- Howard Walker jako Flick
- Johnny Green jako Crick
- Marissa Ribisi jako Dora
- Eric Szmanda jako Sam
- Rainbeau Mars jako Maureen
- Terence Michael jako chłopak Sashy
- Madison Brandon jako młoda Vickie